# Christian McBride
Christian McBride (Filadelfia, 31 maggio 1972) è un contrabbassista e bassista jazz statunitense.
Considerato un virtuoso del suo strumento, è tra i più prolifici musicisti della sua generazione in quanto ad incisioni avendo in attivo circa 300 registrazioni come sideman prima dei suoi 40 anni. Ha vinto inoltre 3 volte il Grammy Award.

## Biografia
Figlio di Lee Smith e pro nipote di Howard Cooper, entrambi contrabbassisti molto affermati a Filadelfia, sono anche i suoi primi modelli in campo musicale. Approcciatosi inizialmente al basso elettrico, passa poi anche al contrabbasso che studia alla Juilliard School. La prima importante collaborazione nel jazz per McBride arriva all'età di 17 anni quando inizia a suonare insieme al sassofonista Bobby Watson, la collaborazione durerà fino ai 22 anni e in questo periodo ha l'occasione di conoscere e lavorare con altre grandi leggende del jazz come Freddie Hubbard, Benny Golson, Milt Jackson, J.J. Johnson e Hank Jones. Importantissime anche le collaborazioni con Joshua Redman, Pat Metheny, Chick Corea e nel gruppo Superbass con Ray Brown e John Clayton.
Nel 2008, McBride si unisce con John McLaughlin, Chick Corea, Kenny Garrett e Vinnie Colaiuta in un gruppo jazz fusion dal nome "The Five Peace Band" a cui farà seguito nel 2009 la realizzazione di un album che raccoglie i concerti fatti durante il tour dal titolo Five Peace Band Live e che nel 2010 vincerà il Grammy Award.
Nel 2011 McBride ha pubblicato il suo primo album Big Band, The Good Feeling , per il quale ha vinto il Grammy per il miglior grande Ensemble Jazz .
Lo spessore e la versatilità musicale di McBride gli hanno subito permesso di poter dominare in molte situazioni anche al di fuori del jazz ed è per questo stato richiesto anche da cantanti del calibro di James Brown e Sting. Ha militato anche come leader in diversi progetti, primo tra tutti il Christian McBride Band.
Dal matrimonio con la cantante jazz Melissa Walker (diplomata anche come educatrice) nasce nella loro città natale, Montclair, New Jersey, una scuola la "Jazz house Kids". 
Nel marzo 2016, McBride è stato nominato direttore artistico del Newport Jazz Festival.

### Come Leader
| Anno | Titolo                               | Etichetta    | Note                                            |
| ---- | ------------------------------------ | ------------ | ----------------------------------------------- |
| 1994 | Gettin' to It                        | Verve        |                                                 |
| 1995 | Number Two Express                   | Verve        |                                                 |
| 1998 | A Family Affair                      | Verve        |                                                 |
| 2000 | SciFi                                | Verve        |                                                 |
| 2000 | The Philadelphia Experiment          | Ropeadope    |                                                 |
| 2002 | Vertical Vision                      | Warner Bros. |                                                 |
| 2005 | Live at Tonic                        | Ropeadope    |                                                 |
| 2009 | Kind of Brown                        | Mack Avenue  |                                                 |
| 2011 | The Good Feeling                     | Mack Avenue  | Grammy Award per il miglior album Jazz          |
| 2011 | Conversations with Christian         | Mack Avenue  |                                                 |
| 2013 | People Music                         | Mack Avenue  |                                                 |
| 2013 | Out Here                             | Mack Avenue  |                                                 |
| 2015 | Live at the Village Vanguard         | Mack Avenue  | Grammy Award per il miglior Jazz improvvisato   |
| 2017 | Bringin' It                          | Mack Avenue  | Grammy Award per il miglior album Jazz Ensemble |
| 2018 | Christian McBride's New Jawn         | Mack Avenue  |                                                 |
| 2020 | The movement revisited               | Mack Avenue  |                                                 |
| 2020 | For Jimmy, Wes and Oliver            | Mack Avenue  |                                                 |
| 2021 | Live at the Village Vanguard         | Mack Avenue  |                                                 |
| 2023 | Prime (Christian McBride's New Jawn) | Mack Avenue  |                                                 |

### Compilations
- 2014 - It's Christmas on Mack Avenue (Mack Avenue)